# IFFO1
La familia de filamentos intermedios huérfanos 1 es una proteína codificada por el gen IFFO1 en los humanos. IFFO1 tiene una función no caracterizada y un peso de 61,98 kDa. Las proteínas IFFO1 juegan un papel importante en el citoesqueleto y la envoltura nuclear de la mayoría de los tipos de células eucariotas.

## Gen
En el ser humano, el IFFO se encuentra en la cadena negativa del cromosoma 12p13.3. La proteína contiene 17.709 bases de nucleótido que codifican 570 aminoácidos. El punto isoeléctrico basal es 4.83. IFFO1 contiene un dominio de filamento altamente conservado que abarca 299 aminoácidos del residuo amino 230 a 529. Esta región ha sido identificada como familia de dominio de proteína conservada pfam00038. Debido al empalme alternativo, hay 7 isoformas de IFFO1 en humanos con 10 exones de codificación típicos. 

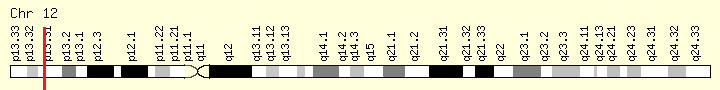
Locus IFFO1 en el cromosoma 12p13.3

### Alias
IFFO1 también llamada Isoform X1 de la familia de filamentos intermedios huérfanos, HOM-TES-103, MGC: 2625 y antígeno tumoral HOM-TES-10.

## Homología

### Ortólogos
Se encuentra que el gen está altamente conservado. Los ortólogos más distantes se encuentran en peces y tiburones (peces cartilaginosos) como Callorhinchus milii. Los porcentajes muy bajos de cobertura de secuencia e identidad de los ortólogos del gen en hongos e invertebrados sugieren que el gen se perdió en esos organismos. Por lo tanto, es muy probable que el IFFO1 se origine en vertebrados. 
| Género / Especie          | Nombre común                 | Divergencia del ser humano (MYA) | Longitud (aa) | Semejanza | Identidad        | Adhesión NCBI  |
| ------------------------- | ---------------------------- | -------------------------------- | ------------- | --------- | ---------------- | -------------- |
| Homo sapiens              | Humano                       | N / A                            | 570           | 100%      | 100%             | XP_006719036.1 |
| Mus musculus              | Ratón                        | 92,3                             | 563           | 93%       | 95%              | XP_006506337.2 |
| Lipotes vexillifer        | Delfín de Baiji              | 94,2                             | 573           | 92%       | 95%              | XP_007469487.1 |
| Loxodonta africana        | Elefante africano            | 98,7                             | 574           | 94%       | 96%              | XP_003410688.1 |
| Chrysemys picta bellii    | Tortuga pintada              | 296                              | 557           | 78%       | 84%              | XP_005291351.1 |
| Pseudopodoces humilis     | Tit de tierra                | 296                              | 531           | 76%       | 81%              | XP_005523902.1 |
| Python bivittatus         | Pitón birmana                | 296                              | 570           | 75%       | 82%              | XP_007429680.1 |
| Haliaeetus leucocephalus  | Águila calva                 | 296                              | 537           | 74%       | 79%              | XP_010565842.1 |
| Rana catesbeiana          | Rana toro americana          | 371,2                            | 511           | 25%       | 44%              | BAB63946.1     |
| Ambystoma mexicanum       | Ajolote                      | 371,2                            | 372           | 24%       | 42%              | AFN68290.1     |
| Notophthalmus viridescens | Tritón oriental              | 371,2                            | 496           | 23%       | 45%              | CAA04656.1     |
| Danio rerio               | Pez cebra                    | 400,1                            | 640           | 62%       | 71%              | XP_690165.5    |
| Poecilia formosa          | Amazon molly                 | 400,1                            | 640           | 57%       | sesenta y cinco% | XP_007550181.1 |
| Callorhinchus milii       | Tiburón fantasma australiano | 462,5                            | 512           | 62%       | 73%              | XP_007896103.1 |

### Parálogo
Se ha encontrado un parálogo llamado IFFO2 en humanos. El parálogo tiene una similitud del 99% y una cobertura del 99% cuando se lo compara con el IFFO1. La secuencia paráloga está altamente conservada desde peces y anfibios. 

### Evolución
Las alineaciones de secuencias múltiples indicaron que la región rica en prolina de los residuos amino 39 a 61 cerca del extremo 5' de la secuencia está altamente conservada tanto en ortólogos cercanos como distantes. Además, la región del filamento cerca del extremo 3' de la secuencia también está altamente conservada. De los 42 residuos de aminoácidos conservados que se encuentran dentro de la secuencia de IFFO1. 33 de ellos se encuentran en la región del filamento. 
En comparación con el fibrinógeno y el citocromo C (CYCS), el IFFO1 evoluciona a un ritmo moderado. La historia evolutiva del fibrinógeno demuestra que es un gen de rápida evolución, mientras que se ha encontrado que el citocromo C es un gen de evolución lenta. Con el ortólogo más distante que se encuentra en el ghostshark australiano, la duplicación del gen IFFO1 tuvo lugar en peces, que divergieron de los humanos hace 462,5 millones de años.

## Proteína

### Estructura
La estructura secundaria de la proteína consiste principalmente en hélices alfa (47,19%) y coilinas aleatorias (44,74%). Los componentes básicos de los filamentos intermedios son dímeros alargados en espiral que consisten en cuatro segmentos alfa-helicoidales consecutivos.

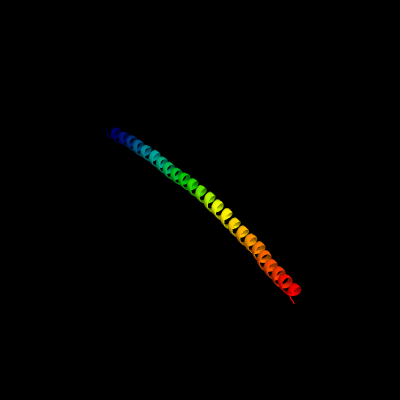
Estructura terciaria de la proteína IFFO1 según lo predicho por el programa PHYRE2

Estructuralmente, es más similar a 1GK4, que es la cadena A del fragmento de bobina 2b de vimentina humana (Cys2). La vimentina es un filamento intermedio de clase II que se encuentra en varias células no epiteliales, especialmente en las células mesenquimales. La proteína vimentina también es responsable de mantener la forma celular, la integridad del citoplasma y estabilizar las interacciones del citoesqueleto. Su subunidad 1A, más similar a la proteína IFFO1, forma una hélice alfa anfipática única que es compatible con una geometría en espiral. Se especula que esta cadena está involucrada en interacciones específicas de dímero-dímero durante el ensamblaje del filamento intermedio. Poseen un dominio "YRKLLEGEE" en el terminal C que es importante para la formación de complejos tetraméricos auténticos y también para el control del ancho del filamento durante el ensamblaje.

### Expresión
Basado en datos experimentales sobre tejidos normales en el cuerpo humano, el gen IFFO1 se expresa altamente en el cerebelo, la corteza cerebral y especialmente en el bazo. La expresión media se observa en varias áreas, como la glándula suprarrenal, el colon, los ganglios linfáticos, el timo y el ovario. Las áreas de tejido que tenían una expresión relativamente baja incluyen las células T CD4 y CD8, las células ependimarias, el corazón y el estómago. Se observaron niveles de expresión extremadamente bajos en tejidos obtenidos de feto, riñón, testículo, tiroides y especialmente en la glándula salival. Sin embargo, se ha encontrado que el gen se expresa altamente en el condrosarcoma. El condrosarcoma es el cáncer de las células que generan colágeno. Por lo tanto, parece haber una asociación entre la característica filamentosa de IFFO1 y el condrosarcoma. 

### Modificaciones posttraduccionales
Se predice que habrá señal de exportación nuclear ubicada en la leucina 141. Se predice que la proteína IFFO1 tendrá una señal de localización nuclear de 11 aminoácidos de longitud en 373. Según la evidencia, se predice que la proteína tendrá una alta discriminación nuclear. Se encontró un grupo ácido de carga negativa del residuo amino 435 a 447. Una secuencia repetitiva "PAPLSPAGP" aparece dos veces en 40 a 48 y luego nuevamente de 159 a 166. Esta región rica en prolina se encuentra altamente conservada. Un múltiplo de aminoácidos largo de 5 prolina se encuentra en 549. 
Se encuentran 4 sitios de ubiquitinación en cuatro residuos de lisina diferentes. Se pueden encontrar en Lys78, Lys103, Lys113, Lys339. Experimentalmente, hubo evidencia de 43 sitios de fosforilación ubicados en 31 serinas, 7 treoninas y 5 tirosinas. Además, la evidencia ha demostrado con gran confianza que Ser533 es un sitio de fosforilación específicamente para la proteína quinasa C. El sitio de fosforilación en Ser162 también actúa como un sitio glicosilado. Este tipo de glicosilación funciona para que las proteínas se plieguen correctamente, estabiliza la proteína y desempeña un papel en la adhesión célula-célula. 4 aminoácidos sumoiliados en Leu249, Leu293, Leu298 y Leu325. La sumoilación tiene varios efectos que incluyen interferir con la interacción entre el objetivo de la proteína y su compañero o proporcionar un sitio de unión para un compañero que interactúa, causando cambios conformacionales del objetivo modificado y facilitando o antagonizando la ubiquitinización. Se predijo que 5 sitios de glicación estaban en Lys78, Lys256, Lys305, Lys380 y Lys478. Las producciones finales de glicación están involucradas en cambios de conformación de proteínas, pérdida de función y reticulación irreversible.

### Interacciones
Existe evidencia de la detección de dos híbridos para cuatro interacciones de proteínas con IFFO1.
- ACAP1 (ArfGAP con bobinas en espiral, repetición de ankirina y dominios PH 1):[20] Proteínas activadoras de GTPasa para el factor de ribosilación ADP 6 necesarias para la exportación de proteínas dependientes de clatrina desde el endosoma de reciclaje a la red trans-golgi y la superficie celular[21]
- RNF183 ( Ring Finger Protein 183):[22] dedo anular proteína de unión de dedo de zinc que puede estar implicado en las vías de ubiquitinación
- GFI1B (Factor de crecimiento independiente 1B):[23] factor de transcripción que juega un papel importante en el desarrollo y diferenciación de los linajes eritroides y megacariocíticos.[24]
- XRCC4:[25] trabaja con ADN ligasa IV y proteína quinasa dependiente de ADN en la reparación de ADN de roturas bicatenarias por unión de extremos no homólogos

Se encontró otra interacción de proteínas con ubiquitina C a partir del ensayo de captura por afinidad- EM.

## Relevancia clínica
No se ha encontrado que el gen IFFO1 esté asociado con ninguna enfermedad en particular. 